# 居延湖

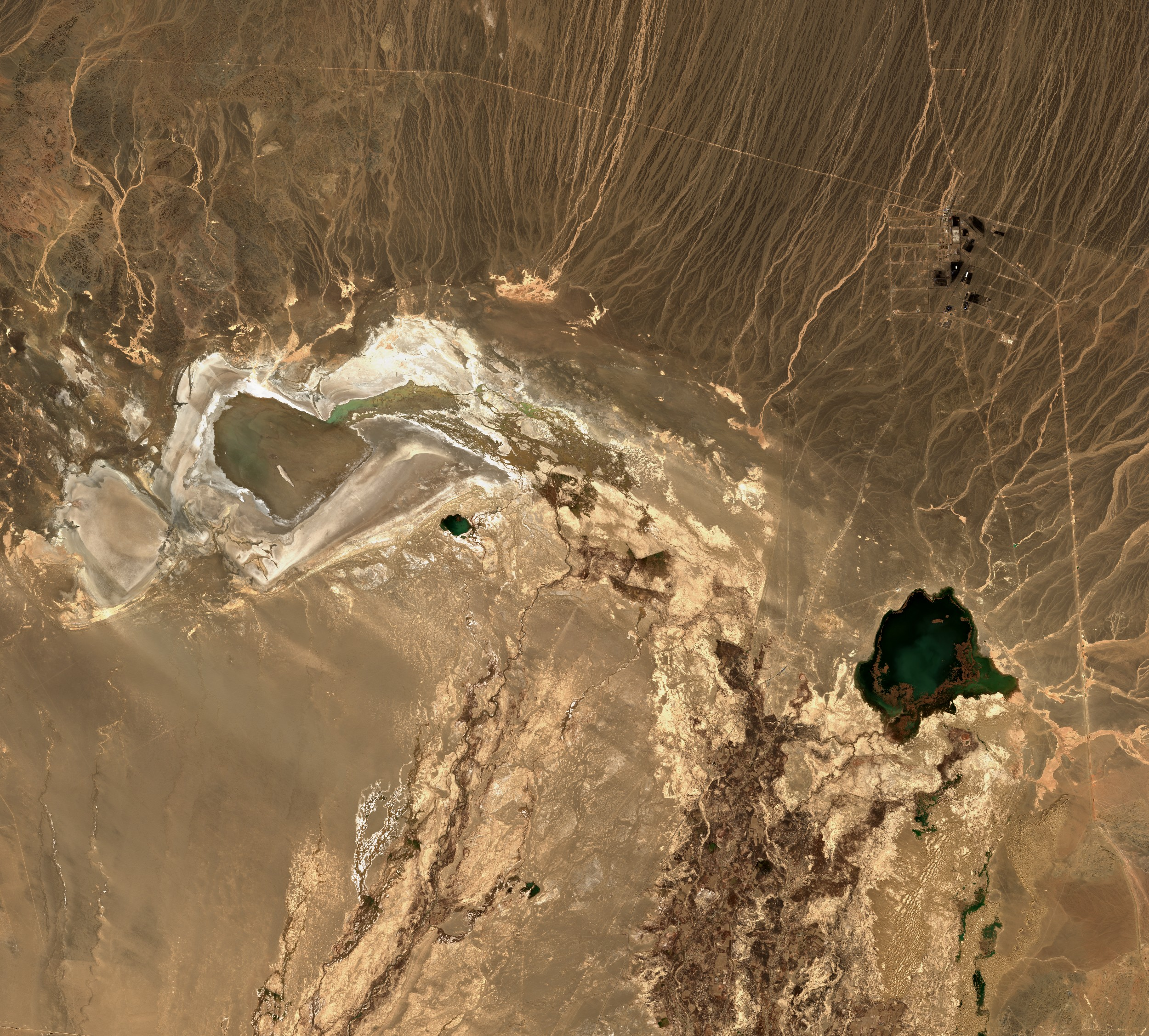
居延湖（2018年）

居延湖（きょえんこ、中国語: 居延海、モンゴル語: Gashuun Nuur、中国語地図には嘎顺淖尔または嘎顺诺尔）は、中国内モンゴル自治区の西部のアルシャー盟エジン旗、外モンゴルとの国境に近くにある湖で、西湖がガシュウン・ヌウル、東湖はソゴ・ヌウルと呼ばれる。西湖の面積は、1958年に267平方キロメートル、1960年に213平方キロメートルであったが、1961年に一旦干上った。東湖は2005年に再び現れて、2012年8月の時点では、湖の面積は38平方キロメートルである。
居延湖流域は砂漠の中に位置する珍しい湿地で、その面積は約10,000平方キロメートルである。居延湖は、祁連山脈とゴビ・アルタイ山脈の間に大きな内陸デルタを形成し、エチナ川（額済納河、別名：黒河)の集水域の外縁に位置する、かつての3つの終端内陸湖のうちの1つである。 
この盆地は、西の馬鬃山脈、南の祁連山脈、東の賀蘭山脈と狼山山脈、北のゴビ・アルタイ山脈によって囲まれている。
歴史上、この地域は西漢から唐代までは河西回廊の一部で張掖県（甘州）に属し、西夏時代には黒水城（カラ・ホト）が建設されたが、明代初期に放棄された。嘉峪関の北に位置し、大草原シルクロードの正規ルートであり、軍事上の要衝で、居延湖地域からは西漢中期から後漢末期の竹簡「居延漢簡」が出土している。現在、東湖は国家級水利景勝地である。

## 参照項目
- 酒泉衛星発射センター